# The Dolphins
The Dolphins waren ein US-amerikanisches Quartett, das dem Fusion Jazz zugerechnet werden kann. Die Gruppe entstand 1987 in New York. Neben Mike DeMicco an der Gitarre, Vinnie Martucci an den Keyboards sowie Synthesizern und Rob Leon am Bass spielte am Schlagzeug Dan Brubeck, ein Sohn der Jazzlegende Dave Brubeck. 
Die Gruppe veröffentlichte in den 1990er Jahren drei Alben und tourte international. JazzTimes zufolge schufen The Dolphins eine „dynamische Mischung aus Jazz- und Rockrhythmen …, kombiniert mit interessanten Harmonien und prägnanten Melodien, die alle in spannenden Klangwogen entstehen.“

## Diskografie
- 1990: Malayan Breeze (DMP)
- 1992: Old World New World (DMP)
- 1996: Digital Dolphins (B&W Music)